# Кандидат на членство в ЄС

Країни — члени ЄС
Кандидати, що ведуть перемовини: Албанія, Молдова, Північна Македонія, Сербія, Україна, Чорногорія
Кандидати: Боснія і Герцеговина, Грузія
Країни, що подали заявку на вступ: Косово
Кандидати, перемовини з якими заморожені: Туреччина

Кандида́т на чле́нство в ЄС — статус для держави, яка прагне стати повноцінним членом європейського міждержавного об'єднання (Європейського Союзу). Набуття статусу кандидата на членство в ЄС є бажаною ціллю для низки держав. Європейський Союз є об'єднанням такого типу, де держави-члени юридично залишаються суверенними, але добровільно «об'єднали свої суверенітети для того, щоб збільшити свою потужність та вплив у світі, якого жодна з них не могла б досягти наодинці». Процес розширення Європейського Союзу супроводжується певними змінами правового статусу на кожному етапі й делегуванням суверенних повноважень до спільних органів ЄС. Питання членства у Європейському Союзі стає більш актуальним в умовах зростаючої глобалізації.
Європейський Союз налічує 27 держав-членів. Нині статус держав-кандидатів мають Албанія, Боснія і Герцеговина, Грузія, Молдова, Північна Македонія, Сербія, Туреччина, Україна та Чорногорія, а Косово є потенційним кандидатом (Берлінський процес).
28 лютого 2022 року, через чотири дні після початку широкомасштабного російського вторгнення під час російсько-української війни, Президент України Володимир Зеленський підписав заявку на членство України в Європейському Союзі. Разом із головою ВРУ Русланом Стефанчуком та прем'єр-міністром України Денисом Шмигалем було підписано «Спільну заяву». Вже 1 березня 2022 року Зеленський виступив у Європейському парламенті з проханням про прийняття України до ЄС за спеціальною пришвидшеною процедурою. 23 червня Україна та Молдова отримали статус кандидатів на членство в ЄС.
Отримання державою статусу кандидата на членство в ЄС не означає перехід на євро, скасування спеціального дозволу на роботу чи отримання дозволу на проживання в державах-членах ЄС, якщо тільки це не буде закріплене окремими домовленостями.

## Правова основа
Можливість прийняття певної держави до складу Європейського Союзу закріплена в статті 49 «Договору про Європейський Союз». В ній ідеться про те, що теоретично кожна країна може подати заявку на вступ до ЄС. Однак на практиці державні органи кандидата повинні виконати для цього низку вимог. Цілий ряд передумов вступу до ЄС відображенні у статті 40 вищевказаного договору. Інші вимоги до держав, які оголосили про бажання приєднатися до ЄС, містяться у так званих Копенгагенських критеріях. Ці критерії, яким мають відповідати держави-кандидати на вступ до Європейського Союзу, були схвалені на засіданні Європейської Ради в Копенгагені у червні 1993 р. Таким чином правова основа отримання членства в Європейському Союзі відображена в трьох джерелах. До них належать:
- Договір про Європейський Союз (Маастрихтський договір) 1992 року;

- Декларація Європейської Ради в Копенгагені (Копенгагенські критерії) 1993 року;

- Рамкові угоди для переговорів з особливими умовами для кожної держави-кандидата[11].

## Вимоги

### Географічний критерій
Інтеграційні процеси, що тривалий час почали відбуватися в Європі, оголили на порядку денному проблему формування європейської ідентичності. Відомо, що під географічним критерієм розуміють певну ідентифікацію Європи з певною географічною одиницею. Зазначене питання географічної локалізації є досить проблематичним, позаяк Європа, окрім Європейського Союзу, представлена у таких організаціях, як СОТ, ООН та НАТО. Більш того Європа не є статичною географічною величиною, оскільки її географічні кордони зафіксовані не зовсім чітко. У 1987 році від Марокко було надано заявку на вступ до ЄС. Однак вона не отримала погодження через те, що країна не є європейською.

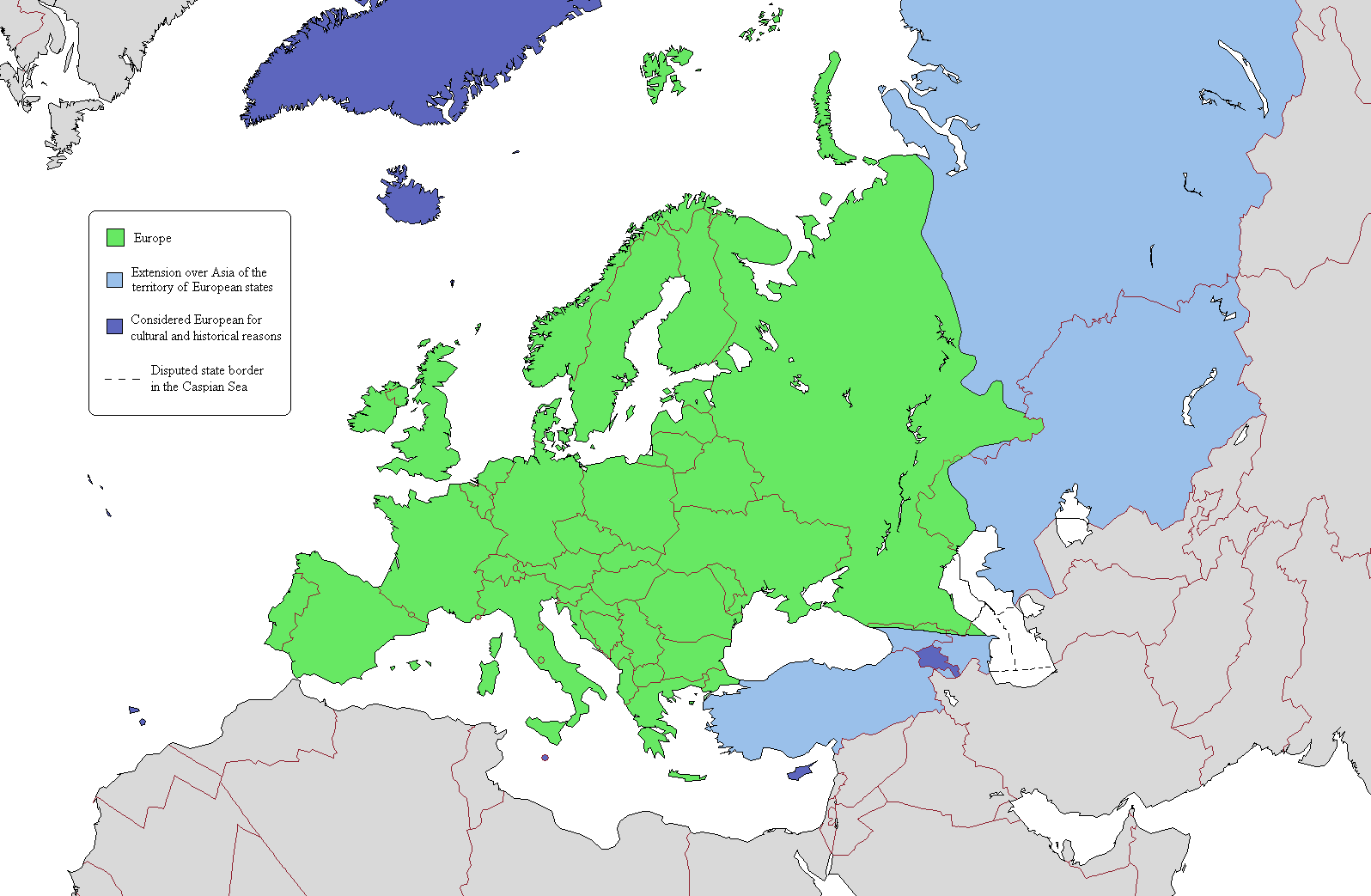
Географічні межі Європи згідно з найпоширенішою точкою зору.
Європейська територія держав, що знаходяться в Європі
Азійські території держав, що знаходяться в Європі
Території, що інколи відносять до меж Європи

До 2004 року дискусії навколо географічного критерію членства в ЄС не вважалися актуальними, через те, що держави-члени цілком відповідали визначенню «європейська держава». Разом з тим у практиці ЄС на той час вже існували випадки відмови у вступі саме у зв'язку з невідповідністю географічному критерію. Останній закріплений у Договорі про Європейський Союз. У статті 49 йдеться про те, що «будь-яка європейська держава, яка поважає цінності Європейського Союзу, та віддана їх поширенню, може подати заявку на набуття членства у Союзі» (англ. Any European State which respects the values referred to in Article 2 and is committed to promoting them may apply to become a member of the Union.). Таким чином, даний Договір визначає два основоположні критерії членства, серед яких — географічний. Наразі не затверджено жодних нормативних приписів, які б встановлювали, за яким саме принципом відносити державу до європейської, а також щодо визначення меж Європи як такої. Дослідники схильні вважати, що «східний кордон ЄС» багато в чому визначається не за географічними, а за політичними та ідеологічними ознаками. Звідси виникають заяви, про можливість існування Європи «від Атлантики до Уралу»; «від Бреста до Баку», «від Кабо да Рока до Камчатки». Ще більше поглиблює проблему із визначенням територіальних меж Європи надання членства в ОБСЄ, до складу якої входять такі очевидно не європейські держави, як Узбекистан, Монголія, Канада, Сполучені Штати Америки.
Особливо дискусійною була ситуація, коли у 2004 році до Європейського Союзу вступили одразу десять держав, серед яких Кіпр та Мальта. Розташування останніх заледве збігається з географічними кордонами Європи. Саме тому Європейська комісія була змушена надати офіційне роз'яснення, що: «географічне розташування Кіпру, глибинні зв'язки, які протягом двох тисяч років розташовували острів біля самого джерела європейської культури й цивілізації, потужність європейського впливу, що проявляється в цінностях, які поділяються народом Кіпру, та в реаліях культурного, економічного, політичного і соціального життя його громадян, чисельність його контактів будь-якого виду зі Співтовариством — усе це надає Кіпру, поза всяким сумнівом, його європейську ідентичність і характер, а також підтверджує його покликання належати до Співтовариства». Після цього науковці розпочали обговорення появи так званої «європейської ідентичності», яка охоплює як географічний критерій, так і лінгвістичний, історичний та культурний.

### Політичні та правові критерії
Держави члени Європейського союзу визнають, що плюралістична демократія та правова держава є важливо необхідними для забезпечення реалізації принципу поваги до всіх прав людини та основних свобод, розвитку контактів між людьми та вирішення інших пов'язаних з цим питань гуманітарного характеру. Згадані держави висловили свою прихильність до ідеалів демократії та політичного плюралізму, а також свою спільну рішучість будувати демократичне суспільство на основі вільних виборів та верховенства закону. Держави члени ЄС підтвердили своє зобов'язання повною мірою виконувати всі положення «Заключного акту Наради з безпеки і співробітництва в Європі» (Гельсінські угоди) та інших документів ОБСЄ. Згадані держави визнали, що співпраця між ними, а також активна участь окремих осіб, груп, організацій та установ суттєво необхідні для забезпечення постійного досягнення їх загальних цілей. Захист та заохочення прав людини та основних свобод є однією з основних цілей правління й підтверджують, що визнання цих прав і свобод є основою свободи, справедливості та миру.

До держав-кандидатів, на основі договору про Європейський Союз, декларація Європейської Ради в Копенгагені (Копенгагенські критерії) та певних рамкових угод висувається цілий ряд вимог, невідповідність яким унеможливлює прийняття країни до спільноти. Правова система держави-кандидата повинна забезпечувати реалізацію права людини вільно вибирати та розвивати відповідно до міжнародних стандартів у галузі прав людини свої політичні, соціальні, економічні та культурні цінності. Вони втілюються в життя шляхом вільних виборів, які проводяться через розумні проміжки часу шляхом таємного голосування або рівноцінної процедури вільного голосування в умовах, які забезпечують на практиці вільний вираз думки виборцями під час виборів своїх представників. Своєю чергою на уряді та державних органах влади покладено обов'язок дотримуватися Конституції та іншими законами. Під час спільної наради в 1990 році був прийнятий «Документ Копенгагенської наради Конференції щодо людського виміру НБСЄ», який особливу увагу приділяв вимогам для повноцінного співіснування держави та політичної системи.
Зокрема було наголошено на існуванні чіткого поділу між державою та політичними партіями й останні не зливатимуться з державою. Діяльність уряду та правоохоронних й судових органів здійснюється відповідно до системи, встановленої законом й реалізується поза політичної системи. Повага до такої системи має бути забезпечена збройними силами та поліцією, які мають знаходитися під контролем цивільних органів влади та бути підзвітними їм. Держава-кандидат повинна гарантувати, що тексти законів, які мають відповідати зобов'язанням з міжнародного права, будуть доступні всім для ознайомлення. Всі люди рівні перед законом і мають право без будь-якої дискримінації на рівний захист. В правовій системі держави мають бути відсутніми будь-які закони, що дискримінують особу за будь-якою ознакою. Кожній людині повинні гарантуватися ефективні засоби правового захисту проти адміністративних чи кримінальних рішень, гарантуватися повага до основних прав та забезпечуватися не нанесення шкоди з боку правової системи. Має забезпечуватися незалежність суддів та неупереджене функціонування державної судової системи, а також незалежність адвокатів та їх доступність для людини. Будь-якій людині, яка переслідується в судовому порядку, має бути надане право захищати себе особисто або без зволікання за допомогою обраного нею захисника, або, якщо ця особа не має у своєму розпорядженні достатніх засобів для оплати послуг захисника, на безоплатне отримання таких послуг. Найголовнішим принципом в судовій системі повинно бути твердження, що ніхто не буде звинувачений, судимий чи засуджений за будь-який злочин, якщо тільки це не передбачено законом, а винність не буде доведено згідно закону. Держава-кандидат повинна приєднатися до міжнародно-правових інструментів у галузі захисту прав людини та забезпеченні верховенства закону на національному рівні. Держави-члени ЄС своєю чергою підтвердили, що вони приєдналися до міжнародного пакту про цивільні та політичні права, до міжнародного пакту про економічні, соціальні та культурні права та до інших відповідних міжнародно-правових інструментів. Це було зроблено для того, щоб доповнити внутрішні заходи правового захисту та краще забезпечувати повагу державами-членами до міжнародних зобов'язань (Європейська конвенція про права людини, Факультативний протокол до Міжнародного пакту про громадянські та політичні права тощо).
Політичні та правові критерії не є вичерпними й для кожної держави в кандидати на членство в ЄС є окремими в залежності від ряду обставин. В 1998 році після набуття чинності Угоди про партнерство та співпрацю між Україною та ЄС розпочався процес адаптації українського законодавства. Однією з вимог цього міжнародного договору було забезпечення приблизної відповідності (апроксимації) українського законодавства положенням права ЄС. В Постанові Кабінету Міністрів України від 16 серпня 1999 року «Про концепцію адаптації законодавства України до законодавства Європейського Союзу» було затверджено процес адаптації українського законодавства, при реалізації якого повинні братися до уваги основні положення актів ЄС настільки, наскільки це доцільно для України, беручи до уваги економічні, політичні та соціальні наслідки прийняття відповідних правових норм. Гострим питанням на порядку денному є проблема корупції в Україні. Євродепутати неодноразово закликали до реформ у сфері верховенства права, управління та боротьби з корупцією. Вони відзначали, що певний прогрес є помітним, але широко поширена корупція продовжує заважати процесу реформ. Наступною вимогою до України з боку ЄС є зосередження уваги навколо рішення Конституційного Суду, яким визнали електронне декларування чиновників неконституційним, що являє собою загрозу реформі. Водночас Європарламент висловлює занепокоєння через явище олігархічного впливу шляхом захоплення політичної влади, що послаблює діяльність Верховної Ради. Не вирішеним залишається мовне питання. Європейський союз недноразово закликав Україну виконати рекомендації Венеціанської комісії щодо закону про освіту, нагадуючи про спільні цінності демократії, верховенства права, повагу до міжнародного законодавства, в тому числі прав представників меншин. Рада експертів з конституційного права Венеціанської комісії Ради Європи ще у 2019 році заявила, що закон про державну мову України не забезпечує балансу між зміцненням української мови та захистом мовних прав меншин. Новий Закон України про освіту, а саме його розділ про мову освіти в державних освітніх закладах викликав критику в таких сусідніх країнах, як Румунія, Росія, Польща та Угорщина. Залишається гострою проблемою сприйняття суспільством «сексуальних меншин». У 2013 році представники ЛГБТ-спільноти закликали Європейський Союз домогтися, аби Україна ухвалила закон про заборону дискримінації за ознакою сексуальної орієнтації під час прийняття на роботу. У відкритому листі до керівництва Євросоюзу сексменшини наголошували, що "якщо захист прав ЛГБТ і боротьба проти гомофобії є офіційно проголошеною основою внутрішньої та зовнішньої політики ЄС то Україна має неухильно її дотримуватися. В іншому випадку покаранням за відмову має бути відмова у візовій лібералізації. У 2017 році Європейська комісія проти расизму та нетерпимості (ЄКРН) при Раді Європи опублікувала низку висновків щодо виконання її рекомендацій, що були надані Україні. ЄКРН рекомендувала українській владі включити сексуальну орієнтацію та гендерну ідентичність як ознаку до Кримінального кодексу, а також до всіх обставин, що обтяжують покарання за злочини. В 2019 році верховна рада виконала цю рекомендації, включивши поняття «сексуальної належності», однак ЄКРН заявила, що хоча й вітає таке прийняття, але воно не відповідає раніше наданим вимогам.

### Економічні критерії
Критерії для держав, які проголосили курс на приєднання до Європейського Союзу, містяться в Копенгагенських критеріях. Основними є два критерії: наявність функціонуючої ринкової економіки та спроможність впоратися з конкурентним тиском і ринковими силами всередині Європейського Союзу. Процес оцінки відповідності економічним критеріям контролює Європейська комісія, яка досліджує наступний ряд підкритеріїв. З боку функціонуючої ринкової економіки:
- висока якість управління економікою;
- макроекономічна стабільність (включаючи адекватну стабільність цін, а також стійкі державні фінанси та зовнішні рахунки);

- належне функціонування ринку товарів і послуг (включаючи бізнес-середовище, вплив держави на товарні ринки, а також приватизацію та реструктуризацію);
- належне функціонування фінансового ринку (включаючи фінансову стабільність і доступ до фінансів);
- належне функціонування ринку праці.

З боку спроможності бути конкурентоспроможним у ЄС, потрібно володіти:
- достатнім обсягом людського капіталу, освіти, досліджень, інновацій та майбутніх розробок у цій галузі;
- достатнім обсягом і якістю фізичного капіталу та інфраструктури;
- провести зміни в секторі та структурі підприємств в економіці, включаючи роль МСП (малих та середніх підприємств);
- достатнім ступенем і темпами економічної інтеграції з ЄС, ціновою конкурентоспроможністю[27].

Держава кандидат, щоб володіти повноцінно функціонуючою ринковою економікою, необхідно мати макроекономічну стабільність. Остання являє собою стабільність цін, стійкі державні фінанси та зовнішні рахунки, вільну взаємодію ринкових сил (включаючи лібералізовані ціни та торгівлю), вільний вхід і вихід з ринку (включаючи питання створення/банкрутства підприємств). Не менш важливо є адекватна правова система (включаючи систему прав власності, дотримання законів, виконання контрактів), ефективність судової системи. Для того, щоб мати можливість впоратися з конкурентним тиском при вступі до ЄС, держава-кандидат має реструктуризувати свою економіку в цілому. У цьому контексті надзвичайно важливою є реструктуризація секторів, які представляють «кістяк» економіки. Очевидно, що жодна країна не має однакового економічного середовища, але все ж таки необхідно щоб кожна держава-кандидат відповідала вищезгаданим критеріям. Їх невиконання означає втрату можливості приєднання до ЄС.
У березні 2007 року відбулися переговори між Україною та ЄС щодо укладення нової посиленої угоди на заміну Угоди про партнерство та співробітництво відповідно до Плану дій Україна-ЄС. Під час Саміту Україна-ЄС у вересні 2008 року сторони досягнули домовленості, що нова посилена угода буде називатися Угодою про асоціацію. Протягом 2007—2012 років відбувся 21 раунд переговорів щодо Угоди про асоціацію та 18 раундів переговорів щодо розділу Угоди про створення поглибленої та всеохоплюючої зони вільної торгівлі.
У 2014 році Україна підписала Угоду про асоціацію з ЄС, яка набула чинності у 2017 році. Ця угода включала поглиблення співпраці з зоною вільної торгівлі (DCFTA), яка встановлювала вільну торгівлю промисловими товарами та деяку лібералізацію торгівлі сільськогосподарськими товарами та послугами між Україною та ЄС. Після російського вторгнення та подачі заявки Президентом України з проханням про прийняття до ЄС за пришвидшеною процедурою, Європейська комісія розпочала більш поглиблений аналіз відповідність українською державою двох основних економічних критеріїв для вступу до ЄС. Голова представництва Європейського Союзу в Україні Матті Маасікас повідомив наступне: «Україна подала свої зобов'язання щодо членства на п'ятий день війни. Виконавча влада ЄС, Європейська комісія почали працювати над його аналізом, на його думку, як того вимагали країни-члени ЄС. Ця робота зосереджена на тому, чи відповідає Україна двом основним критеріям членства в ЄС. : функціонуюча демократія і функціонуюча ринкова економіка. Результати роботи мають бути готовими до червня».
Ряд аналітиків наголошують на тому, що якби Україна приєдналася до ЄС сьогодні, вона була б найбіднішою країною в спільноті, з валовим внутрішнім продуктом на душу населення приблизно в третину від колишньої комуністичної Болгарії, теперішнього найбіднішого члена ЄС. Україна також була б однією з найбільших як за територією, так і за чисельністю населення. Уряду України доведеться провести масштабні економічні реформи, щоб довести свою здатність бути корисним, а не тягарем для ЄС. На заваді цьому стоїть фінансовий тягар війни та завдані російськими військами економічні збитки. Аналітики та деякі політики зазначають, що вимоги щодо вступу до ЄС не повинні бути пом'якшеними для України. Свого часу українськими фахівцями було проведене дослідження ранжування гравітаційного потенціалу країн ЄС і України. Згідно з ним Україна посіла 20 місце серед 25 на той час держав-членів ЄС, що оцінилося українськими фахівцями як позитивна перспектива для подальшої євроінтеграції. Шлях України до ЄС пролягає лише через вагомі внутрішні соціально-економічні трансформації.

## Процедура
Процес вступу до ЄС покликаний повністю привести державу потенційного кандидата у відповідність до демократичних, економічних та соціальних стандартів спільноти, які вважаються одними з найвищих у світі. Процедура поділена на чотири основні етапи: подання заявки, висування кандидатури, переговори та приєднання. На етапі подання заявки уповноважена особа або державний орган підписує документ про подання, засвідчуючи таким чином офіційність наміру приєднання до ЄС. Потім Єврокомісія, отримавши подання від держави, розглядає його та за результатами опрацювання публікує рекомендацію підтримати заявку або відхилити. Потім подання має схвалити Європейська рада, що потребує одностайності під час голосування й отримання схвалення більшістю голосів. Лише після цього держава офіційно буде вважатися кандидатом на вступ до ЄС. Після цього Єврокомісія пропонує вже державі-кандидату рамкові переговори, які також мають бути одноголосно схвалені двадцяти сімома членами ЄС. Переговори відбуваються на двосторонніх міжурядових конференціях між державами-членами та державою-кандидатом. Потім Єврокомісія, використовуючи свій мандат, контролює та керує переговорами про приєднання. Обговорення поділене на 35 розділів, що згруповані у шість основних кластерів. До них належать: основи (фундаментальні принципи); внутрішні ринки; конкурентоспроможність та інклюзивне зростання; «зелена політика» на порядку денному та стійка взаємодія; ресурси, сільське господарство та згуртованість; зовнішні відносини. Цей збір загальних законів, прав та обов'язків, які пов'язують усіх членів ЄС також відомий під назвою «acquis communautaire». Держави-кандидати повинні прийняти його та впровадити перш ніж отримають змогу приєднатися до європейської спільноти. Таким чином стає зрозумілим, що процес суворо лінійний: кожен наступний розділ обговорюється лише після того, як попередній остаточно закритий з позитивною оцінкою. Основи, які охоплюють питання правосуддя, прав людини та державні інституції, є першим розділом, який потребує обговорення, але до нього повертаються також і наприкінці, що підкреслює значущість, яку ЄС надає демократичним цінностям. Слід пам'ятати, що статус держави-кандидата не дає автоматичного права на вступ до ЄС.
Лише коли всі питання відповідності будуть погоджені за підтримки Ради ЄС, Комісії та Європейського парламенту підписується договір про вступ, а вже потім ратифікується державою-кандидатом та представниками поточних держав-членів ЄС. В документі містяться детальні умови членства, усі перехідні домовленості та терміни, а також деталі фінансових домовленостей та будь-які застереження. Лише після ратифікації договору всіма членами ЄС, а також настання встановленої у договорі дати приєднання, держава-кандидат стає повноправним членом спільноти. Текст має бути одностайно ратифікований Радою ЄС та всіма національними парламентами кожної держави-члена (нижньою та верхньою палатами), а також більшістю голосів у Європейському парламенті. Лише після цього новий член ЄС отримує змогу мати своїх представників у Раді ЄС, Комісії ЄС, а також у Європейському парламенті. Ці три інституції є головними у прийнятті рішень в ЄС, а це означає, що новий член ЄС стане частиною процесу прийняття рішень у спільноті.
Загалом шлях від отримання статусу кандидата до повноцінного вступу в ЄС є складним та тривалим. Він може розтягнутися від кількох років навіть на десятиліття. Вирішальною є виключна прихильність до процесу розширення та політична воля всіх 27 держав-членів. Навіть якщо так званий «офіційний Брюссель» веде переговори та підготовчу роботу, решта країн може відмовити в одноголосній підтримці. Саме необхідність досягнення консенсусу є постійною перешкодою розширення. На приклад, нині Болгарія блокує переговори про вступ Північної Македонії та Албанії через давню суперечку, пов'язану з історичними та мовними розбіжностями.

## Класифікація та статус

### Потенційні кандидати
Під це визначення підпадають держави, які публічно оголосили про намір приєднання до ЄС у майбутньому, але ще не отримали статусу держави-кандидата. У вересні 2005 року було відкрито переговори щодо Угоди про стабілізацію та асоціацію (SAA) з Боснією і Герцеговиною, а 16 червня 2008 року держава та Європейський Союз підписали Угоду про стабілізацію та асоціацію. SAA набув чинності в червні 2015 року. У лютому 2016 року країна подала заявку на вступ до ЄС, але дотепер ще не отримала статусу держави-кандидата. У 2008 році ЄС підтвердив свою готовність сприяти економічному та політичному розвитку Косово через чітку європейську перспективу. Угода про стабілізацію та асоціацію між ЄС і Косово була ініційована в липні 2014 року і набула чинності в квітні 2016 року, проте дотепер уряд Косово офіційно не подав заявку на членство.

### Держави-кандидати
Держава стає офіційним кандидатом до вступу лише тоді, коли цілком готова взяти на себе перелік обов'язків, а між цією державою та ЄС відкриті офіційні переговори. Статус «держави-кандидата» надається лише після підписання угоди про вступ, і це означає, що країна стане повноправним членом ЄС з дати, зазначеної в договорі про вступ, після того, як завершиться ратифікація цього договору в усіх державах-членах ЄС. На сьогодні 7 держав мають статус кандидата в ЄС: Албанія, Туреччина, Північна Македонія, Чорногорія, Сербія, Молдова та Україна. 12 березня 2015 року міністр закордонних справ Ісландії Гуннар Брагі Свейнссон заявив, що він направив лист до ЄС, що відкликає заявку на членство, особисто від себе без схвалення Альтінга (однопалатного парламенту). Однак, Європейський Союз заявив, що Ісландія офіційно не відкликала заявку й надалі продовжує вважати її державою-кандидатом. В подальшому під час кожної зміни в парламенті дискусія про відновлення активного статусу кандидата розпочинається знову.
Вступ до ЄС Північної Македонії, яка є кандидатом з 2005 року, блокує Греція, яка вимагає від зміни конституційної назви від сусідньої країни. останньої. Чорногорія отримала статус кандидата в ЄС у грудні 2010 року й переговорний процес щодо цієї держави також ще не розпочався, однією з найважливіших проблем у цій країні є корупція, для боротьби з якою потрібне нове антикорупційне законодавство. Сербія офіційно набула статусу кандидата на вступ 1 березня 2012 року на саміті ЄС. 21 січня 2014 року відбулася перша Міжурядова конференція, що означало офіційний початок переговорів про вступ Сербії. Перевірка розділу 27 — «Довкілля» відбулася у 2014 році, а звіт був прийнятий Радою в грудні 2016 року без початкового контрольного показника. У грудні 2016 року ЄС запросив Сербію представити свою переговорну позицію щодо розділу 27, що остання й зробила в лютому 2020 року. Найбільш гостра ситуація склалася з навколо приєднання Туреччини до ЄС. Процес інтеграції був розпочатий ще в 1987 році, а статус кандидата отримано на саміті у Гельсінкі у 1999 році. Процес перевірки законодавства Туреччини відповідності вимогам ЄС завершився у жовтні 2006 року й основні висновки комісії були позитивними. Економіка країни також відповідає вимогам. Вступ Туреччини підтримують такі передові держави, як Франція та Німеччина, бо за минулі 25 років Туреччина виконала більшість умов для вступу, які були пред'явлені європейськими лідерами. Проте в Євросоюзі через значний опозиційний супротив прийняття Туреччини до ЄС остання дотепер залишається кандидатом. Серед аргументів критиків ствердження, що Туреччина не дотримується ключових принципів ліберальної демократії, наголошення на тому, що лише мала частина території Туреччини перебуває у Європі, а також тривалий греко-турецький конфлікт.
Албанія подала заявку на членство в ЄС у квітні 2009 року й отримала статус кандидата в червні 2014 року. У квітні 2018 року Комісія видала беззастережну рекомендацію відкрити переговори про вступ. Рада визначила шлях до початку переговорів про вступ у червні 2019 року, залежно від прогресу, досягнутого в таких ключових сферах, як судова система, боротьба з корупцією та організованою злочинністю, розвідувальні служби та державне управління. У березні 2020 року члени Європейської ради схвалили рішення Ради з загальних питань про відкриття переговорів про вступ з Албанією, а в липні 2020 року проєкт переговорної бази був представлений державам-членам.
28 лютого 2022 року, через чотири дні після початку широкомасштабного російського вторгнення під час російсько-української війни, Президент України Володимир Зеленський підписав заявку на членство України в Європейському Союзі. Разом із головою ВРУ Русланом Стефанчуком та прем'єр-міністром України Денисом Шмигалем було підписано «Спільну заяву». Вже 1 березня 2022 року Зеленський виступив у Європейському парламенті з проханням про прийняття Україна до ЄС за спеціальною пришвидшеною процедурою. 23 червня Україна отримала підтримку та статус кандидата на членство в ЄС.

### Асоційоване членство

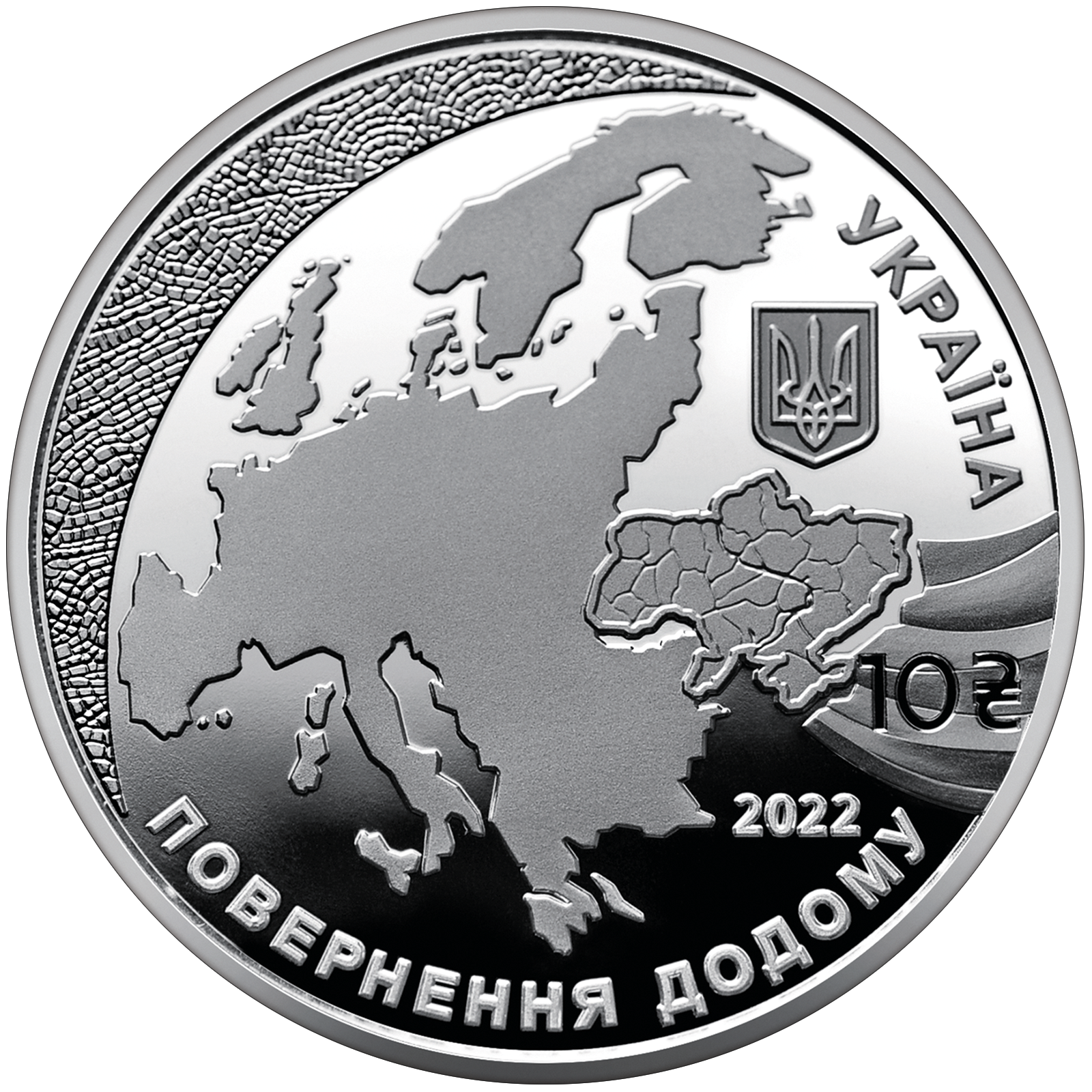
Надання статусу країни-кандидата на членство в ЄС монета випущена НБУ у 2022 році

Асоційоване членство — це статус для держави, який виключає право голосу під час розгляду різних питань в ЄС. На відміну від статусу кандидата, що має на увазі повне дотримання вимог «acquis communautaire», асоційоване членство допускає дотримання однієї чи декількох вимог. Між державами асоційованими членами та членами ЄС допустима співпраця та консультації. які, разом з тим, будуть призупинені, якщо країни не виконають взятих на себе зобов'язань. Колишній прем'єр-міністр Бельгії, доповідач Європейського парламенту з питань конституційного майбутнього Європи Гі Вергофстадт наголошує, що ті європейські країни, які вважають повне членство не прийнятним для себе можуть подати заявку на другий тип співпраці — «асоційоване членство». Це дає доступ до внутрішнього ринку з його вільним рухом товарів, послуг, капіталу та переміщенням людей. Для цього державі потрібно буде лише застосовувати ті правила та положення, які необхідні для створення рівних умов для внутрішньої торгівлі. Очевидно, це також означає, що держава не матимете повного представництва та відповідного права голосу на рівні ЄС.
Беззаперечним фактом є те, що в останні роки ЄС перемістив фокус від розширення до поглибленої інтеграції держав. Проблемні питання, як то перегляд Великою Британією своїх відносин з ЄС та все менша ймовірність приєднання Туреччини до ЄС вимагать пошуку нових шляхів співпраці. У світлі цих викликів британський політик Ендрю Дафф пропонує новий тип асоційованого членства, за якого країни погоджуються з цінностями ЄС, але не з усією його діяльністю чи політичними цілями. За його твердженням це дало б одним країнам поштовх до членства, а іншим — альтернативу. Разом з таким видом співробітництва унеможливлювався б ризик того, що будь-які майбутні зміни договору будуть заблоковані однією чи іншою державою-членом. З кожним роком вимоги до членства в спільноті підвищуються й важливо, щоб усі країни-кандидати усвідомлювали ймовірну потенційну зміну характеру спільноти, до якої вони прагнуть приєднатися. Саме тому альтернативою десятилітнім процесам очікування членства було б відродження концепції, яка обговорювалася на початку 2000-х років — асоційоване членство як попередній етап для повного членства в ЄС. Особливо актуальним це питання постало після того, як Україна почала вимагати для себе особливої пришвидшеної процедури вступу до ЄС, що викликане військовими діями з боку РФ. Слідом за Україною про швидке членство заговорили Молдова та Грузія. Проте результати саміту ЄС у Версалі 10 і 11 березня виявилися більш ніж стриманими. Замість того, щоб посилати тіснішу співпрацю ЄС знову зайняв позицію, яку європейські аналітики називають «оборонною проти нових членів». Саме ця проблема відкриває перед ЄС лише два шляхи вирішення: продовжувати залишитися на поточному курсі або вибрати інновацію, яка була б сильним інструментом. Продовження нинішньої політики відкине асоціації України та інших країн до процесу, що триває десятиліття, який є дуже невизначеним, як показує приклад Туреччини. Саме в цій ситуації аналітики вбачать корисність статусу асоційованого членства, оскільки його можна реалізувати відносно швидко. Асоційовані члени отримають доступ до тих же переваг, які вони вже отримали відповідно до Угод про асоціацію з ЄС. Вони можуть бути доповнені додатковими положеннями та стимулами. разом з тим слід наголосити, що повноцінна участь в інституціях ЄС буде неможливо на цьому етапі. Таким чином, шлях до повноправного членства міг би зайняти більше часу, але не викликають постійного розчарування відтермінуванням.

### Книги
- Антонович М. М. та ін. Українська Революція гідності, РФ і міжнародне право. — К : К.І.С, 2014. — С. 1016. — ISBN 978-617-684-088-6.
- Базилевич В. Д. та ін. Економічна стратегія та політика реалізації європейського вектору розвитку України: концептуальні засади, виклики та протиріччя. — К : Київський національний університет ім. Тараса Шевченка, 2018. — С. 536. — ISBN 978-617-7457-71-7.
- Демчук П. О. Міжнародні відносини та проблеми євроатлантичної інтеграції / Національна академія оборони України. — К : ППП, 2004. — С. 264. — ISBN 966-96321-6-1.
- Коппитерс Б., Емерсон М., Хёйссен М. и др. Европеизация и разрешение конфликтов: конкретные исследования европейской периферии: сборник научных трудов. — М : Весь Мир, 2005. — С. 224. — ISBN 5-7777-0318-6.
- Рудич Ф. М та ін. Громадянське суспільство в сучасній Україні: специфіка становлення, тенденція розвитку. — К : Парламентське вид-во, 2006. — С. 412. — ISBN 966-611-427-5.

### Статті
- Біловол В. С., Біленко А. О. Правові основи членства держав у Європейському союзі та перспективи для України // Юридичний науковий електронний журнал. — К, 2020. — № 1. — С. 282–284. — ISSN 2524-0374.

- Беліченко А. Г.  // Гуманітарний вісник ЗДІА. — З, 2008. — № 33. — С. 206–216. — DOI:назва=Економічні засади евроінтеграційної політики
України.

- Галас Ю. М. «Європейська ідентичність» як результат трансформації географічного критерію членства в ЄС // Закарпатські правові читання ДВНЗ "УжНУ". — К, 2017. — № 1. — С. 119-123.

- Загребельна І. Визначення «Європейської» країни в умовах географічного критерію членства в ЄС // Підприємництво, господарство і право. — К, 2019. — № 12. — С. 348–351. — ISSN 2663-5321.

- Орлова Ю.М., Кухнина Л.Ю. Механизм и перспективы расширения Европейского Союза // Вестник Нижегородского университета им. Н.И. Лобачевского. — Н.-Н, 2014. — № 3. — С. 167–170.

- Шакурова Н. Е. Расширение Европейского Союза на восток в контексте эволюции политической системы единой Европы // Гражданин. Выборы. Власть. — М, 2020. — Т. 17, № 3. — С. 147-158.